# Henrique Velez Mouta
Henrique de Oliveira Velez Mouta (Lisboa, 19 de dezembro de 1893 — Porto, julho de 1973), que também assinou Oliveira Mouta ou usou o pseudónimo Fortunato Velez foi um poeta, publicista, genealogista e empresário português que esteve ligado ao movimento modernista, à sua consolidação e expansão em Portugal. Ricardo Daunt classifica-o entre os seguidores órficos, definindo ele como seguidores órficos "aqueles autores que a partir de 1915 (com publicações antes de 1915, ou não) e até o advento da revista Presença, em março de 1927, publicaram, no âmbito da ficção, da lírica, do texto de intervenção ou ensaístico, obra que de um modo ou de outro venha denotar influência órfica de qualquer matiz e intensidade".

## Biografia
Foi Director Literário da Início (Revista)  que se publicaria mensalmente entre Janeiro e Junho de 1915 e que reuniu a colaboração literária de Castelo de Morais, Augusto de Santa Rita, Ruy Chianca, Jaime Cortesão, Leonardo Coimbra , Maria Amália Vaz de Carvalho, Duarte de Almeida, Delfim Guimarães, Silva Passos, Augusto do Nascimento, César Casqueiro e Álvaro Castelões. Reuniu ainda a colaboração artística de  Abel Manta , Cervantes de Haro, Francisco Valença, Almeida Azevedo e Roque Gameiro. Por 1916 começa a aproximar-se do movimento modernista por intermédio de José Coelho Pacheco mas um e outro mantendo uma distância crítica em relação ao futurismo e ao paulismo .

## Paris e Madrid
Em 1918 Henrique vai para Paris onde mergulha durante dois anos na boémia artística e literária de Montparnasse, entre o Dôme, o La Rotonde e La Closerie des Lilas onde conheceu parte substancial dos pintores e escritores que iriam revolucionar a cultura do século XX. Faz parte, com Abel Manta, Alberto Cardoso, Eduardo Viana,  Diogo de Macedo, Almada Negreiros e vários outros da chamada segunda geração de Paris. Em 1920 parte para Madrid onde fica, também, durante dois anos, a tomar contacto com a vanguarda modernista espanhola: À semelhança do que fora a sua vida em Paris, Henrique Mouta, em Madrid, mergulha no ambiente literário e artístico da capital espanhola dos anos 20. Lá encontra o pintor Mário Eloy e o escultor Ruy Bastos, outros “exilados” em Madrid. E lá conhece, também, muitos daqueles que desempenhavam papéis de relevo na vida cultural e artística espanhola do início do século e dos quais alguns tiveram um papel crucial na literatura espanhola do sécuco XX. Entra no circuito das tertúlias de arte e literatura madrilenas, no  Café Colonial, na Mesón del Segoviano, no Café Oriente, no Flor y Nata, no café Pombo e no Café Gijón. E nesse percurso conhece Cansino Assens, Lasso de la Vega, César Gonzalez Ruano, Ramón del Valle-Inclán e Ramon Gómez de la Serna, discípulo de Valle-Inclán e o líder da vanguarda literária e artística madrilena 

## A Contemporânea
Regressa Henrique Mouta a Lisboa no Natal de 1921.  Quando da sua estadia em Paris estreitará relações com José Pacheco, tendo ambos discutido largamente sobre o lançamento  - ou relançamento - da Contemporânea (revista) de que saíra um número apenas em Maio de 1915. Quando chega a Lisboa, juntamente com José Pacheco (re)lançam a Contemporânea assumindo este a direcção da revista e Henrique Mouta a responsabilidade de Redactor Principal. Até Fevereiro de 1923. Ainda em 1923 prefacia o catálogo da exposição do pintor Alberto Cardoso.
Entretanto, a  Contemporânea - facto insólito nas revistas do género, sai regularmente todos os meses, com excepção dos dois meses de férias de Agosto e de Setembro. Em Fevereiro de 1923 Henrique Mouta decide abandonar a "carreira" das Letras e seguir a carreira administrativa colonial e parte para Angola. É substituído, quer como crítico teatral da Contemporânea quer como seu Redactor Principal por António Ferro, tal como vem referido no número 8, do mês de Fevereiro, na pag 95 da Contemporânea: "Deixando brevemente Lisboa o nosso querido amigo Oliveira Mouta, toma o logar de Redactor Principal desta revista o nosso querido amigo António Ferro, recém-chegado do Brasil, onde obteve mais um justíssimo triunfo. Além de todo o seu valiosíssimo concurso, António Ferro será o crítico teatral da Contemporânea". Esta revista desaparece em 1926, três anos -  e quatro números -  após a saída de Henrique Mouta. Da revista De Theatro de Fevereiro de 1923: "Oliveira Mouta (Fortunato Velez) Um dos mais originais espíritos da nossa geração. Autor de peças como A Derrapagem e O Milhafre, conhecidas com admiração pela gente do teatro, que se vê privada do seu convívio por um embarque para África, à maneira do Gonçalinho Mendes Ramires..."

## Uma outra vida
Este embarque para África representaria o corte com a parte da sua vida centrada nas vanguardas culturais do princípio do século XX. Alguns anos depois encontro este texto retirado da revista Juventude, nº7: "FORTUNATO VELEZ, poeta de estranha inspiração e de novos ritmos ergueu, com José Pacheco, num momento de irreverência literária, a decantada Contemporânea. Depois, ao findar insensivelmente a boémia do seu grupo Fortunato Velez, para não quebrar a linda audácia dos versos-mocidade, deixou de cantar.A vida moderna e baça de Lisboa, nos últimos anos que antecederam a revolução de Salazar, entristecia o poeta. Pouco a pouco, tornara-se num prosador másculo, vibrante, acerado, que a mais ligeira causa revelará (...) OLIVEIRA MOUTA, o seu verdadeiro nome, nome que o poeta não usou, marcará grandes vitórias de espírito. E Fortunato Velez? Morreu para que nascesse Oliveira Mouta? Não! São duas personagens distintas, cada vez mais sólidas. Juventude, ao obter esta colaboração sensacional, ao trazer a público este autor notável que o público já perdera há alguns anos, agradece enternecidamente a Fortunato Velez (e a Oliveira Mouta) a sua preferência pela revista." Mas foi um falso regresso, que se limitou a um ou dois poemas. Disso mesmo se encontra o eco na dedicatória, em 1934, de Augusto Ferreira Gomes, esse amigo íntimo de Fernando Pessoa e que foi um dos grandes amigos e compagnons de route de Henrique Mouta dos tempos heroicos, no seu livro Quinto Império:  "Para o meu querido amigo Henrique de Oliveira Mouta, em lembrança das horas velhas mas certas; à sua camaradagem e lealdade; e ao seu talento há tanto tempo calado, Com um grande abraço do Augusto Ferreira Gomes".
De facto, e  a partir de 1923, os seus poucos tempos livres foram aplicados na investigação histórica e genealógica, de que ficaram alguns rastos, particularmente num daqueles que é hoje considerado um dos grandes clássicos da genealogia portuguesa, por ser um dos primeiros implicando uma investigação rigorosa e sem margens para fantasias, Dos Barros e Vasconcelos.

## Obra
Para além da sua quota parte no êxito da Contemporânea, Henrique Mouta deixa uma obra ou inédita, ou dispersa por várias publicações, recentemente reunida em volume sob o título Obra Dispersa - Poesia, Teatro, Crítica 

### Poesia
- Na Contemporânea, sob o pseudónimo de Fortunato Velez:
  - excerpto de Paris Movimento e Cor  Contemporânea nº 2, mês de Junho de 1922, pag 73/76[12]
  - Terramoto, Contemporânea nº 5, mês de Novembro de 1922, pag 68
  - Lenha, Contemporânea nº 6, mês de Dezembro de 1922, pag 124
  - Soneto, Contemporânea nº 8 do mês de Fevereiro de 1923, pag 96[13]
- Poesia dispersa pelas revistas "Início", "Juventude" e "Mensagem" (nesta última sob o pseudónimo de António Porto-Além)
- Poesia inédita

### Teatro
- O Outro em colaboração com Luis Moita [14]
- A Mãe dos Nossos Filhos, em colaboração com António Ponce de Leão (Inédito) [15][16]
- O Milhafre (Inédito)
- A Derrapagem (Inédito)

### Crítica de Teatro
Na Contemporânea, assinando O.M. ou Oliveira Mouta
- A Propósito de a Casaca Encarnada, Contemporânea nº1, Maio, págs 38
- Cavalgada nas Nuvens - O Teatro Histórico Contemporânea nº2, Junho, pág. 71

### Investigação Histórica e Genealógica
- Direita, Volver!, Ed. do autor, Lisboa 1939
- Camilo e os Frades, 1942
- Considerações sobre Santa Comba, separata da revista Mensageiro de S. Bento, Ano XVI, nºs 3 e 4 - Março e Abril de 1947
- Dos Barros e Vasconcelos, Livraria Tavares Martins, Porto, 1955
- Um Mercenário no Exército de D. Miguel, inédito